# McLaren M2B
McLaren M2B je McLarnov dirkalnik Formule 1, ki je bil v uporabi v sezoni 1966, ko je z njim dirkal Bruce McLaren. Je sploh prvi McLarnov dirkalnik Formule 1. Bruce McLaren se je dvakrat uvrstil v točke, za peto mesto na Veliki nagradi Mehike in šesto mesto na Veliki nagradi Velike Britanije, tako da je v prvenstvu McLaren zbral tri točke.

## Popolni rezultati Formule 1
(legenda)
| Leto | Moštvo                     | Motor                          | Gume | Dirkač        | 1   | 2   | 3   | 4  | 5   | 6   | 7   | 8   | 9   | Toč | Prv |
| ---- | -------------------------- | ------------------------------ | ---- | ------------- | --- | --- | --- | -- | --- | --- | --- | --- | --- | --- | --- |
| 1966 | Bruce McLaren Motor Racing | Ford 3.0 V8 Serenissima 3.0 V8 | F    |               | MON | BEL | FRA | VB | NIZ | NEM | ITA | ZDA | MEH | 2   | 9.  |
| 1966 | Bruce McLaren Motor Racing | Ford 3.0 V8 Serenissima 3.0 V8 | F    | Bruce McLaren | Ret | DNS |     | 6  | DNS |     |     | 5   | Ret | 2   | 9.  |